# The Fireman
The Fireman (рус. Пожарный) — группа Пола Маккартни и Youth, играющая электронную музыку.

## История
Проект стартовал как экспериментальный электронный музыкальный проект. Кто скрывается за маской The Fireman, все узнали только в 1998 году. По словам Пола Маккартни, его вдохновил Мартин Гловер. Вскоре Пол Маккартни выложил в интернете бесплатный сингл. В третьем альбоме стали появляться реальные инструменты, и некоторые песни были похожи на метал и психоделический рок. Группа создала три альбома с большими промежутками. Возвратилась только в 2008 году и сняла клип.

## Дискография
- 1993 — Strawberries Oceans Ships Forest
- 1998 — Rushes
- 2008 — Electric Arguments